# Topdalsfjorden
Topdalsfjorden er en sidearm af Kristiansandsfjorden som strækker sig nord-syd fra Tovdalselvens udmunding til Gleodden/Marvika. Fra flodudløbet ved Kjevik og Hamresanden og videre indover bruges navnet Ålefjærfjorden. Fra Ålefjær til Gleodden er der 5 sømil.
Fjorden med sin flodmunding havde tidlig betydning for handel og skibsfart. I dokumenter fra 1600-tallet og tidligere er der nævnt ladepladser i Gjusvik (Justvik), Tveit (Grovika), Lyngesund (Fuglevik) og Vige. Laksefiskeriet i Topdalselven var betydelig.
I 1897 blev Marvika orlogsstation og Gleodden bestykket med kanoner og minelægningsutstyr.
Den første bro over fjorden blev åbnet i 1956, Varoddbroen, som ved åbningen var Nord-Europas længste hængebro. Frem til broåbningen gik der færge fra Varodden til Torsvig på Søm, mens der var færgefri forbindelse mod øst via Ålefjær og over Birkeland til Lillesand.
Varoddbroen blev suppleret med yderligere en bro i 1994 så man kunne føre E18 i fire vejbaner over fjorden.
I området mellem Hesteheia og Ringknuten i Topdalsfjorden var der affaldsdeponering og -afbrænding i en årrække fra 1950-tallet til 1973. Deponiet består av 250.000 m³ masse. I dette område bygges for tiden (2006) et nyt havneanlæg for Kristiansand.
58°11′N 8°3′Ø / 58.183°N 8.050°Ø